# 第84师团
第84师团（Dai-hachijūyon Shidan）是日本帝国陆军的一个步兵师团。它的代号是突兵团（Tō Heidan）。该师团于1944年7月6日在姬路市组建。师团骨干是原第54师团司令部。
第84师团编组后编入中部军。1944年底，该师团曾被考虑派往冲绳，但最终改为第62师团。
1945年4月，第84师团被分配到第53军，在神奈川县小田原市驻扎。该师随后在小田原建造防御工事，日本投降后于1945年9月复员。

## 延伸閲讀
- Madej，W. 维克多。日本武装部队战斗勋章，1937-1945 [2 卷] 宾夕法尼亚州阿伦敦：1981